# Stora göljen
Stora göljen är en sjö i Norrköpings kommun och Nyköpings kommun i Södermanland och ingår i Kilaåns huvudavrinningsområde. Sjön har en area på 0,0565 kvadratkilometer och ligger 87 meter över havet. Stora göljen ligger i Fjällmossen Natura 2000-område.

## Delavrinningsområde
Stora göljen ingår i det delavrinningsområde (650845-154195) som SMHI kallar för Ovan Ramundsbäck. Medelhöjden är 90 meter över havet och ytan är 7,3 kvadratkilometer. Det finns inga avrinningsområden uppströms utan avrinningsområdet är högsta punkten. Ramunds Bäck som avvattnar avrinningsområdet har biflödesordning 4, vilket innebär att vattnet flödar genom totalt 4 vattendrag innan det når havet efter 36 kilometer. Avrinningsområdet består mestadels av skog (53 procent) och sankmarker (43 procent). Avrinningsområdet har 0,06 kvadratkilometer vattenytor vilket ger det en sjöprocent på 0,8 procent.